# Vi två (film, 1939)
Vi två är en svensk dramafilm från 1939 i regi av Schamyl Bauman. I huvudrollerna ses Sture Lagerwall och Signe Hasso.

## Om filmen
Filmen premiärvisades den 23 februari 1939 på biografen Rialto i Norrköping. Stockholmspremiär ägde rum några veckor senare, den 16 mars, på biograf Royal. Den spelades in 1938 vid Sandrewateljéerna i Stockholm med exteriörer från Stockholm av Hilmer Ekdahl. Som förlaga hade man Hilding Östlunds roman Din nästas hustru, vilken utgavs 1936.
Filmen blev skådespelaren Lili Ziedners sista film; hon avled tidigare i samma månad som premiären. Filmen har visats både på TV3 och vid ett flertal tillfällen i SVT, bland annat 1998, 2001, i april 2019, i april 2021 och i maj 2025.
Titeln Vi två användes även tidigare till en svensk film inspelad 1930 i regi av John W. Brunius. De två filmerna har ingenting mer gemensamt annat än titeln, se Vi två.

## Rollista i urval
- Sture Lagerwall – Sture Ahrengren, arkitekt
- Signe Hasso – Kristina Ahrengren, hans hustru
- Stig Järrel – Baltsar Ekberg, byggnadsingenjör
- Ilse-Nore Tromm – Helena Ekberg, hans hustru
- Gösta Cederlund – professor Hagstam, arkitekt
- Carl Barcklind – doktor Frodde, Stures gamla konfirmationslärare
- Torsten Hillberg – generalkonsul Odelgren
- Gunnar Björnstrand – läkare
- Gunnar Olsson – Bogren på arkitektkontoret
- Axel Högel – åttabarnsfadern på BB
- Stig Johanson – byggnadsarbetare
- Karl Erik Flens – byggnadsarbetare
- Gustaf Hiort af Ornäs – byggnadsarbetare
- Ernst Brunman – byggmästare Bengtsson
- Stina Sorbon – Stures sekreterare
- Lili Ziedner – fröken Edqvist, Hagstams sekreterare

## Musik i filmen
- Smickra en kvinna, kompositör Ernfrid Ahlin, text Roland, sång Ilse-Nore Tromm
- Santa Lucia (Sankta Lucia), kompositör och italiensk text Teodoro Cottrau, svensk text Natten går tunga fjät Arvid Rosén svensk text Sankta Lucia, ljusklara hägring Sigrid Elmblad, sång Signe Hasso